# Jólabókaflóð

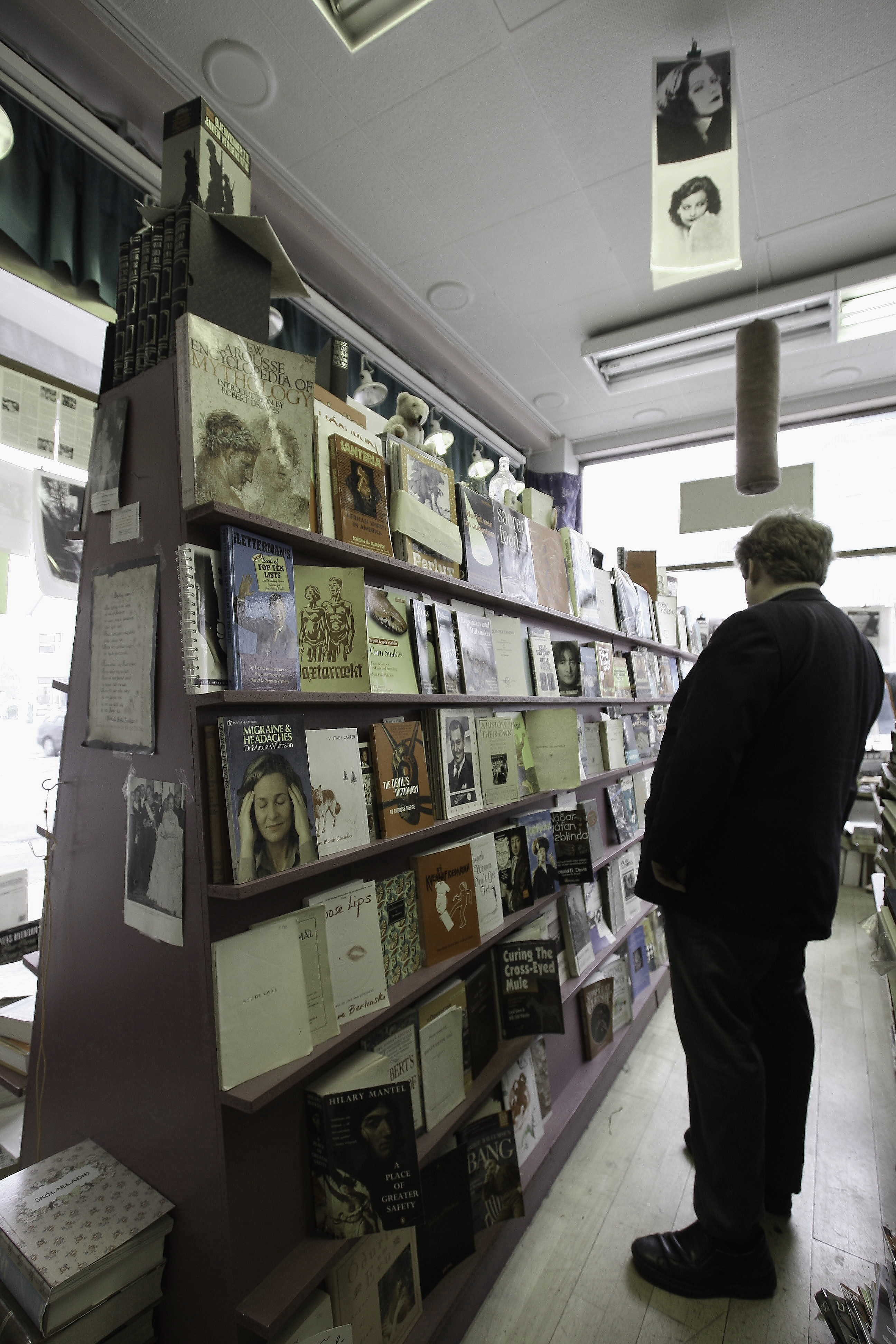
Sklep z książkami w Islandii

Jólabókaflóðið (z isl. dosł. „świąteczna powódź książek”) – to coroczny islandzki zwyczaj wzajemnego obdarowywania się książkami i gwałtownego wzrostu zakupów książkowych w okresie kilku miesięcy przed dniami świąt Bożego Narodzenia. Okres ten jest okazją do pojawiania się na islandzkim rynku książkowym bardzo wielu nowych publikacji. Święto to stało się narodową tradycją wydawniczą.
Już na początku listopada Islandzkie Stowarzyszenie Wydawców (Iceland Publishers Association) rozprowadza do wszystkich domów bezpłatny katalog – Bókatíðindi, który zawiera księgarskie nowości z całego roku. Staje się on pomocny przy wybieraniu prezentów dla rodziny i przyjaciół. Większość wydawców sprzedaje w tym okresie gros swoich nakładów, a książki wręcz zalewają Islandię. Są sprzedawane niemal w każdym punkcie handlowym, łącznie ze sklepami spożywczymi.
Kulminacją tej tradycji jest wieczór 24 grudnia, gdy Islandczycy wymieniają się książkami w rodzinnym gronie. Książkom towarzyszą często czekoladki, a wieczór chętnie spędzany jest na gremialnym czytaniu i objadaniu się słodyczami pod ciepłym kocem.
Tradycja ta pojawiła się w związku kryzysem gospodarczym lat II wojny światowej. Bardzo ubogie warunki bytowe nie pozwalały wówczas na kupowanie prezentów. Mimo wzrostu cen, papier w Islandii pozostał surowcem niedrogim, co przełożyło się na niskie ceny książek. Stały się one podstawowym prezentem, którym obdarowywali się wówczas Islandczycy. Zwyczaj ten przetrwał do dziś.
Również dzięki tradycji jólabókaflóð Islandia jest krajem o bardzo wysokim poziomie czytelnictwa. Wysoki jest również wskaźnik osób piszących. Szacuje się, że co dziesiąty mieszkaniec tego kraju wydał własną książkę.